# ذا ديسنت (فلم)
ذا ديسنت (بالإنجليزية: The Descent) هو فيلم رعب تم انتاجه في المملكة المتحدة وصدر سنة 2005 من بطولة شونا ماكدونالد وناتالي مندوزا واخراج نيل مارشال.

## القصة
6 صديقات تقمن بدخول كهف مهجور ولا يعلمن انه مسكون بمخلوقات غريبة ومستعدة لقتلهم بوحشية.

## الميزانية والإيرادات
كلف الفيلم ميزانية 3.5 مليون جنيه استرليني وحقق ارباح تقدر بـ 57.1 مليون دولار امريكي

## وصلات خارجية
- مقالات تستعمل روابط فنية بلا صلة مع ويكي بيانات

ذا ديسنت على IMDb
ذا ديسنت على AllMovie
ذا ديسنت على Rotten Tomatoes
ذا ديسنت على Metacritic